# Chanel No. 5
Chanel No. 5 је први парфем који је 1921. лансирала француска дизајнерка Коко Шанел. Мирисну формулу за мирис саставио је француско-руски хемичар и парфимер Ернест Бо. Дизајн боце био је важан део брендирања производа. Коко Шанел је била прво лице мириса, појавила се у реклами коју је објавио Harper's Bazaar 1937. 

## Инспирација
Традиционално, парфеми које носе жене спадају у две основне категорије. Угледне жене преферирале су есенцију једног баштенског цвета, док су сексуално провокативни индолски парфеми препуни животињског мошуса или јасмина били повезани са женама полусвета, проституткама или куртизанама.  Шанел је тражила нови мирис који ће се свидети флаперки и славити наизглед ослобођени женски дух 1920-их.

## Дизајн бочице
Шанел је замислила дизајн који би био противотров за претерано разрађену, драгоцену избирљивост кристалних бочица које су тада у моди. Њена бочица би била "чиста провидност...невидљива бочица". Генерално се сматра да је дизајнинспирисан правоугаоним искошеним линијама тоалетних боца Charvet, које је, у кожној путној торбици, фаворизовао њен љубавник, Артур „Бој“ Кејпел.
Прва бочица произведена је 1922. разликовала се од данашње верзија. Оригинална бочица је имала мала, деликатна, заобљена рамена и продаван је само одабраним клијентима. 1924. када је "Parfums Chanel" укључен, стакло се показало превише танко да би преживело транспорт и дистрибуцију. Бочица је модификована са квадратним, фасетираним угловима, што је једина значајна промена дизајна. У маркетиншкој брошури из 1924. Parfums Chanel је описао бочицу као, „савршенство производа забрањује облачење у уобичајене вештине. Зашто се ослањати на уметност стаклара... Мадмозел је поносна што представља једноставне бочице које красе само... .драгоцене сузе парфема неупоредивог квалитета, јединствене композиције, откривају уметничку личност свог творца. Други тврде да је дизајн инспирисан флашом вискија, док неки кажу да је инспирација црпљена из стаклених фармацеутских бочица. Одабиром дизајна за бочицу свог парфема, тражила је нешто једноставно, чак и клиничко, што би се издвојило од пренаглашених дизајна који се обично виђају на пулту парфема.

## Рекламирање

### 20-е и 30-е
Почетна маркетиншка стратегија била је да створи помпу за свој нови мирис тако што ће бити домаћин промотивног догађаја. Позвала је групу елитних пријатеља да вечерају са њом у елегантном ресторану где је изненадила и обрадовала своје госте прскајући их Chanel No. 5. Званично место и датум лансирања Chanel No. 5 био је у њеној радњи у улици Камбон петог месеца у години, петог дана у месецу: 5. маја 1921. Мирисом је улила свлачионице радње, а неколицини својих пријатеља из високог друштва давала је бочице. Успех је био непосредан. Шанелина пријатељица Мисија Серт је узвикнула: „Било је то као добитна срећка”.

## Мирис

### Порекло рецепта
Коко Шанел је желела да развије изразито модеран мирис неко време пре почетка 1920. године. У то време, Шанелин љубавник био је велики војвода Русије Дмитриј Павлович Романов, убица Распућина. Војвода ју је упознао са Ернестом Боом на француској ривијери. Бо је био главни парфимер у A. Rallet and Company, где је био запослен од 1898. Компанија је била званични парфимер руске царске породице, а „Царска палата у Санкт Петербургу је била чувени парфимерски двор“.

## Амбасадори славних
- Коко Шанел (1937)[1]
- Али Макгро (1966) [5]
- Џин Шримптон (1971) [6]
- Катарин Денев (1969–1979) [7] [8]
- Естела Ворен (1998–2000) [9] [10]
- Никол Кидман (2004–2005) [11] [12]
- Аудреи Таутоу (2009) [13]
- Бред Пит (2012) [14]
- Мерилин Монро (2013) [15]
- Жизел Биндшен (2014) [16]
- Лили-Роуз Деп (2016–2019) [17] [18]
- Марион Котијар (2020–2024) [19]
- Марго Роби (2024 – данас) [20]